# Prostaglandin E1
Prostaglandin E1 (PGE1, alprostadil) je prostaglandin. On je lek koji se koristi za tretman impontencije.. On isto tako ima vazodilataciona svojstva.

## Medicinske upotrebe

### Patent ductus arteriosus
Alprostadil se koristi za održavanje otvorenog arterijskog protoka kod novorođenčadi. To je prvenstveno korisno kad postoji opasnost od prevremenog zatvaranja arterijskog protoka kod novorođenčeta sa urođenim srčanim manama.

### Seksualna disfunkcija
Alprostadil je u prodaji u Sjedinjenim Državama u obliku supozitorija mokraćne cevi i injekcija. Supositorije se prodaju pod imenom MUSE (engl. Medicated Urethral Suppository for Erection), dok su инјекције dostupne pod imenima Edeks i caverject.

## Spoljašnje veze
|  | Molimo Vas, obratite pažnju na važno upozorenje u vezi sa temama iz oblasti medicine (zdravlja). |